# 在外公館長
在外公館長（ざいがいこうかんちょう）あるいは在外公館の長（ざいがいこうかんのちょう）は、特命全権大使、高等弁務官、教皇大使、政府代表部常駐代表、特命全権公使、臨時代理大使、総領事など、主権国家の外交使節団の長を指す。英語では head of mission (HOM) あるいは chief of mission (COM) と呼ばれるが、これはかつて欧州で英語を凌ぐ国際語であったフランス語の chef de mission diplomatique (CMD) に由来する。
在外公館長は主に大使や総領事など、他の呼称で呼ばれる一方で、各国の在外公館の副館長を指す主な呼称として、英語では Deputy Head of Mission (DHM) または Deputy Chief of Mission (DCM) を用いるのも一般的である。
大使がキャリア外交官からではなく、政治任用で任命された在外公館では、豊富な外交キャリアを持つ熟練外交官が在外公館の副館長を務めて大使を補佐することが少なくない。このような場合には、大使の下で実務を所掌する熟練外交官が「副館長」以上の存在であると認識される。
英語の head of mission (HOM) や chief of mission (COM) は、文脈によって主権国家ではない特定の国際機関の代表事務所長を指すこともある。代表事務所長に相当する他の役職に対してHOMやCOMと呼ぶ用法も存在する。
フランス語のchef de mission は、近代オリンピックなど複数の国が参加する主要なスポーツ競技大会における各国代表団の監督・団長を指す肩書きでもある。